# Christo Watschew

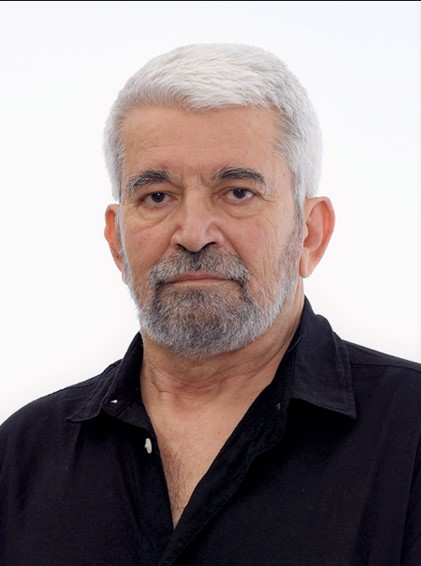
Christo Watschew, 2022

Christo Watschew (bulgarisch Христо Вачев; wissenschaftliche Transliteration: Hristo Vačev; * 7. Januar 1950 in Plewen, Bulgarien) ist ein bulgarischer Maler.

## Leben
Watschew ist Mitglied der Union bulgarischer Künstler, der Internationalen Akademie für zeitgenössische Kunst des Königreichs Belgien, des Art Council Kukusai, von Bijutsu Chingikai (Japan), der AIAP UNESCO (Paris, Frankreich) und des Museum of the Americas (USA, Florida). Er wurde 1992 in das Goldene Buch des Pariser Herbstsalons und 1993 in das Goldene Buch der Internationalen Akademie für zeitgenössische Kunst in Belgien eingetragen. Seine Gemälde sind in der Nationalen Kunstgalerie in Sofia, in der Galerie für zeitgenössische Kunst in Berlin und in der Kunstgalerie in Osaka sowie in Privatsammlungen in Österreich, Argentinien, Belgien, Deutschland, Griechenland, den USA, Frankreich und Japan ausgestellt. Er hatte 30 Einzelausstellungen im In- und Ausland.

## Werke (Auswahl)
Christo Watschews Gemälde „Poetic Dance“ und „Notre Dame de Paris“ sind im Katalog des Silver Book of Authors des Museum of the Americas enthalten, das dem 25-jährigen Jubiläum des in Miami, USA, ansässigen Museums gewidmet ist.

## Preise und Auszeichnungen
- 1993 – Goldmedaille und Diplom für Malerei beim VIII. Grand Prix AIAC in Belgien
- 1994 – Platinmedaille und Diplom für Malerei des IX. Grand Prix AIAC in Belgien
- 1995 – Goldmedaille, Diplom in Malerei, Goldplakette und Ehrendoktorwürde der Akademie für zeitgenössische Kunst in Belgien
- 1995 – Doktor Honoris Causa der belgischen Akademie für zeitgenössische Kunst.
- 1996 – Diplom und Jurypreis des Artkouncil Kukusai, Bijutsu Chingikai, Japan
- 2007 – Goldmedaille und Diplom für Malerei beim Grand Prix AIAC in Belgien

Im Jahr 2004 wurde er mit Beschluss Nr. 279 des Stadtrates zum verdienten Bürger von Plewen erklärt.